# Rugby Calvisano 2008-2009

## Super 10 2008-09

### Stagione regolare
| Incontro                  | Andata | Ritorno |
| ------------------------- | ------ | ------- |
| Calvisano — Rugby Roma    | 20-13  | 28-12   |
| Rovigo — Calvisano        | 46-16  | 9-25    |
| Capitolina — Calvisano    | 20-28  | 0-26    |
| Calvisano — GRAN Parma    | 42-0   | 16-18   |
| Veneziamestre — Calvisano | 36-24  | 7-55    |
| Calvisano — Petrarca      | 19-3   | 24-30   |
| Viadana — Calvisano       | 20-6   | 6-23    |
| Calvisano — Benetton      | 28-26  | 18-26   |
| Parma — Calvisano         | 11-28  | 14-20   |

#### Risultati della stagione regolare
| Posizione | G  | V  | N | P | PF  | PS  | DP   | B | Pt |
| --------- | -- | -- | - | - | --- | --- | ---- | - | -- |
| 3ª        | 18 | 12 | 0 | 6 | 447 | 297 | +150 | 6 | 54 |

### Fase finale
| Turno | Incontro             | Andata | Ritorno |
| ----- | -------------------- | ------ | ------- |
| SF    | Calvisano — Benetton | 18-13  | 6-15    |

## Heineken Cup 2008-09

### Prima fase
| Incontro                  | Andata | Ritorno |
| ------------------------- | ------ | ------- |
| Calvisano — Cardiff Rugby | 20-56  | 20-62   |
| Biarritz — Calvisano      | 41-10  | 23-15   |
| Calvisano — Gloucester    | 17-40  | 5-48    |

#### Risultati della prima fase
| Posizione | G | V | N | P | PF | PS  | DP   | B | Pt |
| --------- | - | - | - | - | -- | --- | ---- | - | -- |
| 4ª        | 6 | 0 | 0 | 6 | 87 | 270 | -183 | 0 | 0  |

## Coppa Italia 2008-09

### Prima fase
| Incontro               | Risultato |
| ---------------------- | --------- |
| Calvisano — Rovigo     | 17-17     |
| Viadana — Calvisano    | 35-9      |
| Capitolina — Calvisano | 39-15     |
| Calvisano — Parma      | 13-25     |

#### Risultati della prima fase
| Posizione | G | V | N | P | PF | PS  | DP  | B | Pt |
| --------- | - | - | - | - | -- | --- | --- | - | -- |
| 5ª        | 4 | 0 | 1 | 3 | 54 | 116 | -62 | 0 | 2  |

## Supercoppa italiana 2008
| Incontro          | Risultato |
| ----------------- | --------- |
| Calvisano — Parma | 23-34     |

## Verdetti
- Al termine della stagione, Calvisano rinuncia alla partecipazione al Super 10 iscrivendosi in serie A2.